# Editura Meronia
Editura Meronia este o editură din București, România.

## Istoric
Editura își ia numele de la o mică provincie din lumea elenistică, Meonia, căreia i-a fost adăugat un "r" de la România.
Aceasta a fost fondată în anul 1994 cu scopul de a publica lucrări enciclopedice de referință menite să umple un gol în cultura românească, lipsită de asemenea instrumente. Rigoarea informației, asigurată de autori de prestigiu cu experiență enciclopedică, acuratețea redactării, calitatea execuției tipografice, consecvent urmărite, au impus titlurile editurii pe piața de carte romînească. „Enciclopedia statelor lumii”, ajunsă în prezent la a 9-a ediție (cu un tiraj total de aproape 500.000 de exemplare) constituie o carte de vizită a editurii unanim recunoscută. I se alătură enciclopediile consacrate fiecăruia dintre continentele lumii, istoriei României, partidelor politice  dinainte și după 1989.
Pe parcursul evoluției sale, editura și-a asumat și sarcina realizării de lucrări despre România în limbi de circulație mondială menite a contribui la prezentarea peste hotare a realităților românești, într-un format ușor de înțeles și modern, din perspectiva cititorului străin (lucrări cu structură enciclopedică bogat ilustrate, lucrări de istorie, lucrări tip „Directory”).
Din 1998 Editura a început să publice, în colaborare cu forurile culturale ale guvernului autonom al Catalunyei (Barcelona) și al Insulelor Baleare (Palma de Mallorca)  colecția „Biblioteca de Cultură Catalană”, singura colecție de acest gen din Europa, din care au apărut până în prezent 33 de titluri, consacrată exclusiv traducerilor din operele reprezentative ale reprezentanților acestei vechi culturi europene.
În cadrul acestor proiecte majore, editura publică 25-30 titluri pe an.

## Publicații
- Enciclopedia Statelor Lumii Horia C. Matei, Silviu Neguț, Ion Nicolae (re-publicată în 12 ediții, începând cu 1975)
- Biblioteca de Cultură Catalană (Inițiată în 1998, această colecție care numără până la 33 de titluri până în prezent ale autorilor precum Ramon Llull, Mercè Rodoreda, Víctor Català și Quim Monzó.)